# Залокоцького близнюки (шахи)
Близнюки́ Залоко́цького — ідея утворення близнюків у шаховій композиції в такий спосіб: для утворення кожного нового близнюка переставляється будь-яка біла або чорна фігура на одне і теж саме поле.

## Історія
Цей спосіб утворення близнюків запропонував у 1965 році український шаховий композитор Роман Федорович Залокоцький (03.05.1940 — 17.09.2021). Перший близнюк має певне рішення. Для утворення другого близнюка переставляється будь-яка фігура на певне поле. І нарешті, третій близнюк та наступні, якщо такі будуть, утворюються шляхом перестановки іншої фігури на одне і те ж поле, на яке переставлялася певна фігура при створенні другого близнюка. Цей спосіб утворення близнюків дістав назву — близнюки Залокоцького. Щоб утворилися близнюки Залокоцького у такий спосіб, їх повинно бути, як мінімум, три. Існують такі форми близнюків Залокоцького — біла форма, чорна форма, змішана форма. В 2010 році в шаховому журналі «Кудесник» був проведений міжнародний тематичний конкурс на чорну форму близнюків Залокоцького.

## Біла форма
Біла форма близнюків — перестановка на одне і те ж поле білих фігур.
|   | a | b | c | d | e | f | g | h |   |
| 8 | e8 чорний король · g8 білий кінь · f6 біла тура · d1 білий король · f1 білий слон · g1 чорний слон · h1 чорний слон | e8 чорний король · g8 білий кінь · f6 біла тура · d1 білий король · f1 білий слон · g1 чорний слон · h1 чорний слон | e8 чорний король · g8 білий кінь · f6 біла тура · d1 білий король · f1 білий слон · g1 чорний слон · h1 чорний слон | e8 чорний король · g8 білий кінь · f6 біла тура · d1 білий король · f1 білий слон · g1 чорний слон · h1 чорний слон | e8 чорний король · g8 білий кінь · f6 біла тура · d1 білий король · f1 білий слон · g1 чорний слон · h1 чорний слон | e8 чорний король · g8 білий кінь · f6 біла тура · d1 білий король · f1 білий слон · g1 чорний слон · h1 чорний слон | e8 чорний король · g8 білий кінь · f6 біла тура · d1 білий король · f1 білий слон · g1 чорний слон · h1 чорний слон | e8 чорний король · g8 білий кінь · f6 біла тура · d1 білий король · f1 білий слон · g1 чорний слон · h1 чорний слон | 8 |
| 7 | e8 чорний король · g8 білий кінь · f6 біла тура · d1 білий король · f1 білий слон · g1 чорний слон · h1 чорний слон | e8 чорний король · g8 білий кінь · f6 біла тура · d1 білий король · f1 білий слон · g1 чорний слон · h1 чорний слон | e8 чорний король · g8 білий кінь · f6 біла тура · d1 білий король · f1 білий слон · g1 чорний слон · h1 чорний слон | e8 чорний король · g8 білий кінь · f6 біла тура · d1 білий король · f1 білий слон · g1 чорний слон · h1 чорний слон | e8 чорний король · g8 білий кінь · f6 біла тура · d1 білий король · f1 білий слон · g1 чорний слон · h1 чорний слон | e8 чорний король · g8 білий кінь · f6 біла тура · d1 білий король · f1 білий слон · g1 чорний слон · h1 чорний слон | e8 чорний король · g8 білий кінь · f6 біла тура · d1 білий король · f1 білий слон · g1 чорний слон · h1 чорний слон | e8 чорний король · g8 білий кінь · f6 біла тура · d1 білий король · f1 білий слон · g1 чорний слон · h1 чорний слон | 7 |
| 6 | e8 чорний король · g8 білий кінь · f6 біла тура · d1 білий король · f1 білий слон · g1 чорний слон · h1 чорний слон | e8 чорний король · g8 білий кінь · f6 біла тура · d1 білий король · f1 білий слон · g1 чорний слон · h1 чорний слон | e8 чорний король · g8 білий кінь · f6 біла тура · d1 білий король · f1 білий слон · g1 чорний слон · h1 чорний слон | e8 чорний король · g8 білий кінь · f6 біла тура · d1 білий король · f1 білий слон · g1 чорний слон · h1 чорний слон | e8 чорний король · g8 білий кінь · f6 біла тура · d1 білий король · f1 білий слон · g1 чорний слон · h1 чорний слон | e8 чорний король · g8 білий кінь · f6 біла тура · d1 білий король · f1 білий слон · g1 чорний слон · h1 чорний слон | e8 чорний король · g8 білий кінь · f6 біла тура · d1 білий король · f1 білий слон · g1 чорний слон · h1 чорний слон | e8 чорний король · g8 білий кінь · f6 біла тура · d1 білий король · f1 білий слон · g1 чорний слон · h1 чорний слон | 6 |
| 5 | e8 чорний король · g8 білий кінь · f6 біла тура · d1 білий король · f1 білий слон · g1 чорний слон · h1 чорний слон | e8 чорний король · g8 білий кінь · f6 біла тура · d1 білий король · f1 білий слон · g1 чорний слон · h1 чорний слон | e8 чорний король · g8 білий кінь · f6 біла тура · d1 білий король · f1 білий слон · g1 чорний слон · h1 чорний слон | e8 чорний король · g8 білий кінь · f6 біла тура · d1 білий король · f1 білий слон · g1 чорний слон · h1 чорний слон | e8 чорний король · g8 білий кінь · f6 біла тура · d1 білий король · f1 білий слон · g1 чорний слон · h1 чорний слон | e8 чорний король · g8 білий кінь · f6 біла тура · d1 білий король · f1 білий слон · g1 чорний слон · h1 чорний слон | e8 чорний король · g8 білий кінь · f6 біла тура · d1 білий король · f1 білий слон · g1 чорний слон · h1 чорний слон | e8 чорний король · g8 білий кінь · f6 біла тура · d1 білий король · f1 білий слон · g1 чорний слон · h1 чорний слон | 5 |
| 4 | e8 чорний король · g8 білий кінь · f6 біла тура · d1 білий король · f1 білий слон · g1 чорний слон · h1 чорний слон | e8 чорний король · g8 білий кінь · f6 біла тура · d1 білий король · f1 білий слон · g1 чорний слон · h1 чорний слон | e8 чорний король · g8 білий кінь · f6 біла тура · d1 білий король · f1 білий слон · g1 чорний слон · h1 чорний слон | e8 чорний король · g8 білий кінь · f6 біла тура · d1 білий король · f1 білий слон · g1 чорний слон · h1 чорний слон | e8 чорний король · g8 білий кінь · f6 біла тура · d1 білий король · f1 білий слон · g1 чорний слон · h1 чорний слон | e8 чорний король · g8 білий кінь · f6 біла тура · d1 білий король · f1 білий слон · g1 чорний слон · h1 чорний слон | e8 чорний король · g8 білий кінь · f6 біла тура · d1 білий король · f1 білий слон · g1 чорний слон · h1 чорний слон | e8 чорний король · g8 білий кінь · f6 біла тура · d1 білий король · f1 білий слон · g1 чорний слон · h1 чорний слон | 4 |
| 3 | e8 чорний король · g8 білий кінь · f6 біла тура · d1 білий король · f1 білий слон · g1 чорний слон · h1 чорний слон | e8 чорний король · g8 білий кінь · f6 біла тура · d1 білий король · f1 білий слон · g1 чорний слон · h1 чорний слон | e8 чорний король · g8 білий кінь · f6 біла тура · d1 білий король · f1 білий слон · g1 чорний слон · h1 чорний слон | e8 чорний король · g8 білий кінь · f6 біла тура · d1 білий король · f1 білий слон · g1 чорний слон · h1 чорний слон | e8 чорний король · g8 білий кінь · f6 біла тура · d1 білий король · f1 білий слон · g1 чорний слон · h1 чорний слон | e8 чорний король · g8 білий кінь · f6 біла тура · d1 білий король · f1 білий слон · g1 чорний слон · h1 чорний слон | e8 чорний король · g8 білий кінь · f6 біла тура · d1 білий король · f1 білий слон · g1 чорний слон · h1 чорний слон | e8 чорний король · g8 білий кінь · f6 біла тура · d1 білий король · f1 білий слон · g1 чорний слон · h1 чорний слон | 3 |
| 2 | e8 чорний король · g8 білий кінь · f6 біла тура · d1 білий король · f1 білий слон · g1 чорний слон · h1 чорний слон | e8 чорний король · g8 білий кінь · f6 біла тура · d1 білий король · f1 білий слон · g1 чорний слон · h1 чорний слон | e8 чорний король · g8 білий кінь · f6 біла тура · d1 білий король · f1 білий слон · g1 чорний слон · h1 чорний слон | e8 чорний король · g8 білий кінь · f6 біла тура · d1 білий король · f1 білий слон · g1 чорний слон · h1 чорний слон | e8 чорний король · g8 білий кінь · f6 біла тура · d1 білий король · f1 білий слон · g1 чорний слон · h1 чорний слон | e8 чорний король · g8 білий кінь · f6 біла тура · d1 білий король · f1 білий слон · g1 чорний слон · h1 чорний слон | e8 чорний король · g8 білий кінь · f6 біла тура · d1 білий король · f1 білий слон · g1 чорний слон · h1 чорний слон | e8 чорний король · g8 білий кінь · f6 біла тура · d1 білий король · f1 білий слон · g1 чорний слон · h1 чорний слон | 2 |
| 1 | e8 чорний король · g8 білий кінь · f6 біла тура · d1 білий король · f1 білий слон · g1 чорний слон · h1 чорний слон | e8 чорний король · g8 білий кінь · f6 біла тура · d1 білий король · f1 білий слон · g1 чорний слон · h1 чорний слон | e8 чорний король · g8 білий кінь · f6 біла тура · d1 білий король · f1 білий слон · g1 чорний слон · h1 чорний слон | e8 чорний король · g8 білий кінь · f6 біла тура · d1 білий король · f1 білий слон · g1 чорний слон · h1 чорний слон | e8 чорний король · g8 білий кінь · f6 біла тура · d1 білий король · f1 білий слон · g1 чорний слон · h1 чорний слон | e8 чорний король · g8 білий кінь · f6 біла тура · d1 білий король · f1 білий слон · g1 чорний слон · h1 чорний слон | e8 чорний король · g8 білий кінь · f6 біла тура · d1 білий король · f1 білий слон · g1 чорний слон · h1 чорний слон | e8 чорний король · g8 білий кінь · f6 біла тура · d1 білий король · f1 білий слон · g1 чорний слон · h1 чорний слон | 1 |
|   | a | b | c | d | e | f | g | h |   |

b) f1→h8, c) f6→h8

a) 1. Lb6 Tf3 2. Ld8 Lb5 #
b) 1. Lc6 Lg7 2. Ld7 Tf8 #
c) 1. Lc5 Lc4 2. Le7 Sf6 #

## Чорна форма
Чорна форма близнюків — перестановка на одне і те ж поле чорних фігур.
|   | a | b | c | d | e | f | g | h |   |
| 8 | d7 чорний король · f6 чорний кінь · f5 біла тура · a4 чорний слон · b2 білий король · h2 білий слон · d1 чорна тура | d7 чорний король · f6 чорний кінь · f5 біла тура · a4 чорний слон · b2 білий король · h2 білий слон · d1 чорна тура | d7 чорний король · f6 чорний кінь · f5 біла тура · a4 чорний слон · b2 білий король · h2 білий слон · d1 чорна тура | d7 чорний король · f6 чорний кінь · f5 біла тура · a4 чорний слон · b2 білий король · h2 білий слон · d1 чорна тура | d7 чорний король · f6 чорний кінь · f5 біла тура · a4 чорний слон · b2 білий король · h2 білий слон · d1 чорна тура | d7 чорний король · f6 чорний кінь · f5 біла тура · a4 чорний слон · b2 білий король · h2 білий слон · d1 чорна тура | d7 чорний король · f6 чорний кінь · f5 біла тура · a4 чорний слон · b2 білий король · h2 білий слон · d1 чорна тура | d7 чорний король · f6 чорний кінь · f5 біла тура · a4 чорний слон · b2 білий король · h2 білий слон · d1 чорна тура | 8 |
| 7 | d7 чорний король · f6 чорний кінь · f5 біла тура · a4 чорний слон · b2 білий король · h2 білий слон · d1 чорна тура | d7 чорний король · f6 чорний кінь · f5 біла тура · a4 чорний слон · b2 білий король · h2 білий слон · d1 чорна тура | d7 чорний король · f6 чорний кінь · f5 біла тура · a4 чорний слон · b2 білий король · h2 білий слон · d1 чорна тура | d7 чорний король · f6 чорний кінь · f5 біла тура · a4 чорний слон · b2 білий король · h2 білий слон · d1 чорна тура | d7 чорний король · f6 чорний кінь · f5 біла тура · a4 чорний слон · b2 білий король · h2 білий слон · d1 чорна тура | d7 чорний король · f6 чорний кінь · f5 біла тура · a4 чорний слон · b2 білий король · h2 білий слон · d1 чорна тура | d7 чорний король · f6 чорний кінь · f5 біла тура · a4 чорний слон · b2 білий король · h2 білий слон · d1 чорна тура | d7 чорний король · f6 чорний кінь · f5 біла тура · a4 чорний слон · b2 білий король · h2 білий слон · d1 чорна тура | 7 |
| 6 | d7 чорний король · f6 чорний кінь · f5 біла тура · a4 чорний слон · b2 білий король · h2 білий слон · d1 чорна тура | d7 чорний король · f6 чорний кінь · f5 біла тура · a4 чорний слон · b2 білий король · h2 білий слон · d1 чорна тура | d7 чорний король · f6 чорний кінь · f5 біла тура · a4 чорний слон · b2 білий король · h2 білий слон · d1 чорна тура | d7 чорний король · f6 чорний кінь · f5 біла тура · a4 чорний слон · b2 білий король · h2 білий слон · d1 чорна тура | d7 чорний король · f6 чорний кінь · f5 біла тура · a4 чорний слон · b2 білий король · h2 білий слон · d1 чорна тура | d7 чорний король · f6 чорний кінь · f5 біла тура · a4 чорний слон · b2 білий король · h2 білий слон · d1 чорна тура | d7 чорний король · f6 чорний кінь · f5 біла тура · a4 чорний слон · b2 білий король · h2 білий слон · d1 чорна тура | d7 чорний король · f6 чорний кінь · f5 біла тура · a4 чорний слон · b2 білий король · h2 білий слон · d1 чорна тура | 6 |
| 5 | d7 чорний король · f6 чорний кінь · f5 біла тура · a4 чорний слон · b2 білий король · h2 білий слон · d1 чорна тура | d7 чорний король · f6 чорний кінь · f5 біла тура · a4 чорний слон · b2 білий король · h2 білий слон · d1 чорна тура | d7 чорний король · f6 чорний кінь · f5 біла тура · a4 чорний слон · b2 білий король · h2 білий слон · d1 чорна тура | d7 чорний король · f6 чорний кінь · f5 біла тура · a4 чорний слон · b2 білий король · h2 білий слон · d1 чорна тура | d7 чорний король · f6 чорний кінь · f5 біла тура · a4 чорний слон · b2 білий король · h2 білий слон · d1 чорна тура | d7 чорний король · f6 чорний кінь · f5 біла тура · a4 чорний слон · b2 білий король · h2 білий слон · d1 чорна тура | d7 чорний король · f6 чорний кінь · f5 біла тура · a4 чорний слон · b2 білий король · h2 білий слон · d1 чорна тура | d7 чорний король · f6 чорний кінь · f5 біла тура · a4 чорний слон · b2 білий король · h2 білий слон · d1 чорна тура | 5 |
| 4 | d7 чорний король · f6 чорний кінь · f5 біла тура · a4 чорний слон · b2 білий король · h2 білий слон · d1 чорна тура | d7 чорний король · f6 чорний кінь · f5 біла тура · a4 чорний слон · b2 білий король · h2 білий слон · d1 чорна тура | d7 чорний король · f6 чорний кінь · f5 біла тура · a4 чорний слон · b2 білий король · h2 білий слон · d1 чорна тура | d7 чорний король · f6 чорний кінь · f5 біла тура · a4 чорний слон · b2 білий король · h2 білий слон · d1 чорна тура | d7 чорний король · f6 чорний кінь · f5 біла тура · a4 чорний слон · b2 білий король · h2 білий слон · d1 чорна тура | d7 чорний король · f6 чорний кінь · f5 біла тура · a4 чорний слон · b2 білий король · h2 білий слон · d1 чорна тура | d7 чорний король · f6 чорний кінь · f5 біла тура · a4 чорний слон · b2 білий король · h2 білий слон · d1 чорна тура | d7 чорний король · f6 чорний кінь · f5 біла тура · a4 чорний слон · b2 білий король · h2 білий слон · d1 чорна тура | 4 |
| 3 | d7 чорний король · f6 чорний кінь · f5 біла тура · a4 чорний слон · b2 білий король · h2 білий слон · d1 чорна тура | d7 чорний король · f6 чорний кінь · f5 біла тура · a4 чорний слон · b2 білий король · h2 білий слон · d1 чорна тура | d7 чорний король · f6 чорний кінь · f5 біла тура · a4 чорний слон · b2 білий король · h2 білий слон · d1 чорна тура | d7 чорний король · f6 чорний кінь · f5 біла тура · a4 чорний слон · b2 білий король · h2 білий слон · d1 чорна тура | d7 чорний король · f6 чорний кінь · f5 біла тура · a4 чорний слон · b2 білий король · h2 білий слон · d1 чорна тура | d7 чорний король · f6 чорний кінь · f5 біла тура · a4 чорний слон · b2 білий король · h2 білий слон · d1 чорна тура | d7 чорний король · f6 чорний кінь · f5 біла тура · a4 чорний слон · b2 білий король · h2 білий слон · d1 чорна тура | d7 чорний король · f6 чорний кінь · f5 біла тура · a4 чорний слон · b2 білий король · h2 білий слон · d1 чорна тура | 3 |
| 2 | d7 чорний король · f6 чорний кінь · f5 біла тура · a4 чорний слон · b2 білий король · h2 білий слон · d1 чорна тура | d7 чорний король · f6 чорний кінь · f5 біла тура · a4 чорний слон · b2 білий король · h2 білий слон · d1 чорна тура | d7 чорний король · f6 чорний кінь · f5 біла тура · a4 чорний слон · b2 білий король · h2 білий слон · d1 чорна тура | d7 чорний король · f6 чорний кінь · f5 біла тура · a4 чорний слон · b2 білий король · h2 білий слон · d1 чорна тура | d7 чорний король · f6 чорний кінь · f5 біла тура · a4 чорний слон · b2 білий король · h2 білий слон · d1 чорна тура | d7 чорний король · f6 чорний кінь · f5 біла тура · a4 чорний слон · b2 білий король · h2 білий слон · d1 чорна тура | d7 чорний король · f6 чорний кінь · f5 біла тура · a4 чорний слон · b2 білий король · h2 білий слон · d1 чорна тура | d7 чорний король · f6 чорний кінь · f5 біла тура · a4 чорний слон · b2 білий король · h2 білий слон · d1 чорна тура | 2 |
| 1 | d7 чорний король · f6 чорний кінь · f5 біла тура · a4 чорний слон · b2 білий король · h2 білий слон · d1 чорна тура | d7 чорний король · f6 чорний кінь · f5 біла тура · a4 чорний слон · b2 білий король · h2 білий слон · d1 чорна тура | d7 чорний король · f6 чорний кінь · f5 біла тура · a4 чорний слон · b2 білий король · h2 білий слон · d1 чорна тура | d7 чорний король · f6 чорний кінь · f5 біла тура · a4 чорний слон · b2 білий король · h2 білий слон · d1 чорна тура | d7 чорний король · f6 чорний кінь · f5 біла тура · a4 чорний слон · b2 білий король · h2 білий слон · d1 чорна тура | d7 чорний король · f6 чорний кінь · f5 біла тура · a4 чорний слон · b2 білий король · h2 білий слон · d1 чорна тура | d7 чорний король · f6 чорний кінь · f5 біла тура · a4 чорний слон · b2 білий король · h2 білий слон · d1 чорна тура | d7 чорний король · f6 чорний кінь · f5 біла тура · a4 чорний слон · b2 білий король · h2 білий слон · d1 чорна тура | 1 |
|   | a | b | c | d | e | f | g | h |   |

b) f6→a6, c) d7→a6
a) 1. Kc8 Tb5 2. Td7 Tb8 #
b) 1. Ke8 Ld6 2. Ld7 Tf8 #
c) 1. Lc6  Lc7 2. Lb7 Ta5 # 

## Змішана форма
Змішана форма близнюків — перестановка на одне і те ж поле і білих, і чорних фігур.
|   | a | b | c | d | e | f | g | h |   |
| 8 | a8 білий король · e8 чорний король · h8 чорний ферзь · b7 чорний пішак · f7 біла тура · c5 чорний пішак · e5 білий кінь · d4 чорний слон · b1 чорна тура · c1 чорна тура | a8 білий король · e8 чорний король · h8 чорний ферзь · b7 чорний пішак · f7 біла тура · c5 чорний пішак · e5 білий кінь · d4 чорний слон · b1 чорна тура · c1 чорна тура | a8 білий король · e8 чорний король · h8 чорний ферзь · b7 чорний пішак · f7 біла тура · c5 чорний пішак · e5 білий кінь · d4 чорний слон · b1 чорна тура · c1 чорна тура | a8 білий король · e8 чорний король · h8 чорний ферзь · b7 чорний пішак · f7 біла тура · c5 чорний пішак · e5 білий кінь · d4 чорний слон · b1 чорна тура · c1 чорна тура | a8 білий король · e8 чорний король · h8 чорний ферзь · b7 чорний пішак · f7 біла тура · c5 чорний пішак · e5 білий кінь · d4 чорний слон · b1 чорна тура · c1 чорна тура | a8 білий король · e8 чорний король · h8 чорний ферзь · b7 чорний пішак · f7 біла тура · c5 чорний пішак · e5 білий кінь · d4 чорний слон · b1 чорна тура · c1 чорна тура | a8 білий король · e8 чорний король · h8 чорний ферзь · b7 чорний пішак · f7 біла тура · c5 чорний пішак · e5 білий кінь · d4 чорний слон · b1 чорна тура · c1 чорна тура | a8 білий король · e8 чорний король · h8 чорний ферзь · b7 чорний пішак · f7 біла тура · c5 чорний пішак · e5 білий кінь · d4 чорний слон · b1 чорна тура · c1 чорна тура | 8 |
| 7 | a8 білий король · e8 чорний король · h8 чорний ферзь · b7 чорний пішак · f7 біла тура · c5 чорний пішак · e5 білий кінь · d4 чорний слон · b1 чорна тура · c1 чорна тура | a8 білий король · e8 чорний король · h8 чорний ферзь · b7 чорний пішак · f7 біла тура · c5 чорний пішак · e5 білий кінь · d4 чорний слон · b1 чорна тура · c1 чорна тура | a8 білий король · e8 чорний король · h8 чорний ферзь · b7 чорний пішак · f7 біла тура · c5 чорний пішак · e5 білий кінь · d4 чорний слон · b1 чорна тура · c1 чорна тура | a8 білий король · e8 чорний король · h8 чорний ферзь · b7 чорний пішак · f7 біла тура · c5 чорний пішак · e5 білий кінь · d4 чорний слон · b1 чорна тура · c1 чорна тура | a8 білий король · e8 чорний король · h8 чорний ферзь · b7 чорний пішак · f7 біла тура · c5 чорний пішак · e5 білий кінь · d4 чорний слон · b1 чорна тура · c1 чорна тура | a8 білий король · e8 чорний король · h8 чорний ферзь · b7 чорний пішак · f7 біла тура · c5 чорний пішак · e5 білий кінь · d4 чорний слон · b1 чорна тура · c1 чорна тура | a8 білий король · e8 чорний король · h8 чорний ферзь · b7 чорний пішак · f7 біла тура · c5 чорний пішак · e5 білий кінь · d4 чорний слон · b1 чорна тура · c1 чорна тура | a8 білий король · e8 чорний король · h8 чорний ферзь · b7 чорний пішак · f7 біла тура · c5 чорний пішак · e5 білий кінь · d4 чорний слон · b1 чорна тура · c1 чорна тура | 7 |
| 6 | a8 білий король · e8 чорний король · h8 чорний ферзь · b7 чорний пішак · f7 біла тура · c5 чорний пішак · e5 білий кінь · d4 чорний слон · b1 чорна тура · c1 чорна тура | a8 білий король · e8 чорний король · h8 чорний ферзь · b7 чорний пішак · f7 біла тура · c5 чорний пішак · e5 білий кінь · d4 чорний слон · b1 чорна тура · c1 чорна тура | a8 білий король · e8 чорний король · h8 чорний ферзь · b7 чорний пішак · f7 біла тура · c5 чорний пішак · e5 білий кінь · d4 чорний слон · b1 чорна тура · c1 чорна тура | a8 білий король · e8 чорний король · h8 чорний ферзь · b7 чорний пішак · f7 біла тура · c5 чорний пішак · e5 білий кінь · d4 чорний слон · b1 чорна тура · c1 чорна тура | a8 білий король · e8 чорний король · h8 чорний ферзь · b7 чорний пішак · f7 біла тура · c5 чорний пішак · e5 білий кінь · d4 чорний слон · b1 чорна тура · c1 чорна тура | a8 білий король · e8 чорний король · h8 чорний ферзь · b7 чорний пішак · f7 біла тура · c5 чорний пішак · e5 білий кінь · d4 чорний слон · b1 чорна тура · c1 чорна тура | a8 білий король · e8 чорний король · h8 чорний ферзь · b7 чорний пішак · f7 біла тура · c5 чорний пішак · e5 білий кінь · d4 чорний слон · b1 чорна тура · c1 чорна тура | a8 білий король · e8 чорний король · h8 чорний ферзь · b7 чорний пішак · f7 біла тура · c5 чорний пішак · e5 білий кінь · d4 чорний слон · b1 чорна тура · c1 чорна тура | 6 |
| 5 | a8 білий король · e8 чорний король · h8 чорний ферзь · b7 чорний пішак · f7 біла тура · c5 чорний пішак · e5 білий кінь · d4 чорний слон · b1 чорна тура · c1 чорна тура | a8 білий король · e8 чорний король · h8 чорний ферзь · b7 чорний пішак · f7 біла тура · c5 чорний пішак · e5 білий кінь · d4 чорний слон · b1 чорна тура · c1 чорна тура | a8 білий король · e8 чорний король · h8 чорний ферзь · b7 чорний пішак · f7 біла тура · c5 чорний пішак · e5 білий кінь · d4 чорний слон · b1 чорна тура · c1 чорна тура | a8 білий король · e8 чорний король · h8 чорний ферзь · b7 чорний пішак · f7 біла тура · c5 чорний пішак · e5 білий кінь · d4 чорний слон · b1 чорна тура · c1 чорна тура | a8 білий король · e8 чорний король · h8 чорний ферзь · b7 чорний пішак · f7 біла тура · c5 чорний пішак · e5 білий кінь · d4 чорний слон · b1 чорна тура · c1 чорна тура | a8 білий король · e8 чорний король · h8 чорний ферзь · b7 чорний пішак · f7 біла тура · c5 чорний пішак · e5 білий кінь · d4 чорний слон · b1 чорна тура · c1 чорна тура | a8 білий король · e8 чорний король · h8 чорний ферзь · b7 чорний пішак · f7 біла тура · c5 чорний пішак · e5 білий кінь · d4 чорний слон · b1 чорна тура · c1 чорна тура | a8 білий король · e8 чорний король · h8 чорний ферзь · b7 чорний пішак · f7 біла тура · c5 чорний пішак · e5 білий кінь · d4 чорний слон · b1 чорна тура · c1 чорна тура | 5 |
| 4 | a8 білий король · e8 чорний король · h8 чорний ферзь · b7 чорний пішак · f7 біла тура · c5 чорний пішак · e5 білий кінь · d4 чорний слон · b1 чорна тура · c1 чорна тура | a8 білий король · e8 чорний король · h8 чорний ферзь · b7 чорний пішак · f7 біла тура · c5 чорний пішак · e5 білий кінь · d4 чорний слон · b1 чорна тура · c1 чорна тура | a8 білий король · e8 чорний король · h8 чорний ферзь · b7 чорний пішак · f7 біла тура · c5 чорний пішак · e5 білий кінь · d4 чорний слон · b1 чорна тура · c1 чорна тура | a8 білий король · e8 чорний король · h8 чорний ферзь · b7 чорний пішак · f7 біла тура · c5 чорний пішак · e5 білий кінь · d4 чорний слон · b1 чорна тура · c1 чорна тура | a8 білий король · e8 чорний король · h8 чорний ферзь · b7 чорний пішак · f7 біла тура · c5 чорний пішак · e5 білий кінь · d4 чорний слон · b1 чорна тура · c1 чорна тура | a8 білий король · e8 чорний король · h8 чорний ферзь · b7 чорний пішак · f7 біла тура · c5 чорний пішак · e5 білий кінь · d4 чорний слон · b1 чорна тура · c1 чорна тура | a8 білий король · e8 чорний король · h8 чорний ферзь · b7 чорний пішак · f7 біла тура · c5 чорний пішак · e5 білий кінь · d4 чорний слон · b1 чорна тура · c1 чорна тура | a8 білий король · e8 чорний король · h8 чорний ферзь · b7 чорний пішак · f7 біла тура · c5 чорний пішак · e5 білий кінь · d4 чорний слон · b1 чорна тура · c1 чорна тура | 4 |
| 3 | a8 білий король · e8 чорний король · h8 чорний ферзь · b7 чорний пішак · f7 біла тура · c5 чорний пішак · e5 білий кінь · d4 чорний слон · b1 чорна тура · c1 чорна тура | a8 білий король · e8 чорний король · h8 чорний ферзь · b7 чорний пішак · f7 біла тура · c5 чорний пішак · e5 білий кінь · d4 чорний слон · b1 чорна тура · c1 чорна тура | a8 білий король · e8 чорний король · h8 чорний ферзь · b7 чорний пішак · f7 біла тура · c5 чорний пішак · e5 білий кінь · d4 чорний слон · b1 чорна тура · c1 чорна тура | a8 білий король · e8 чорний король · h8 чорний ферзь · b7 чорний пішак · f7 біла тура · c5 чорний пішак · e5 білий кінь · d4 чорний слон · b1 чорна тура · c1 чорна тура | a8 білий король · e8 чорний король · h8 чорний ферзь · b7 чорний пішак · f7 біла тура · c5 чорний пішак · e5 білий кінь · d4 чорний слон · b1 чорна тура · c1 чорна тура | a8 білий король · e8 чорний король · h8 чорний ферзь · b7 чорний пішак · f7 біла тура · c5 чорний пішак · e5 білий кінь · d4 чорний слон · b1 чорна тура · c1 чорна тура | a8 білий король · e8 чорний король · h8 чорний ферзь · b7 чорний пішак · f7 біла тура · c5 чорний пішак · e5 білий кінь · d4 чорний слон · b1 чорна тура · c1 чорна тура | a8 білий король · e8 чорний король · h8 чорний ферзь · b7 чорний пішак · f7 біла тура · c5 чорний пішак · e5 білий кінь · d4 чорний слон · b1 чорна тура · c1 чорна тура | 3 |
| 2 | a8 білий король · e8 чорний король · h8 чорний ферзь · b7 чорний пішак · f7 біла тура · c5 чорний пішак · e5 білий кінь · d4 чорний слон · b1 чорна тура · c1 чорна тура | a8 білий король · e8 чорний король · h8 чорний ферзь · b7 чорний пішак · f7 біла тура · c5 чорний пішак · e5 білий кінь · d4 чорний слон · b1 чорна тура · c1 чорна тура | a8 білий король · e8 чорний король · h8 чорний ферзь · b7 чорний пішак · f7 біла тура · c5 чорний пішак · e5 білий кінь · d4 чорний слон · b1 чорна тура · c1 чорна тура | a8 білий король · e8 чорний король · h8 чорний ферзь · b7 чорний пішак · f7 біла тура · c5 чорний пішак · e5 білий кінь · d4 чорний слон · b1 чорна тура · c1 чорна тура | a8 білий король · e8 чорний король · h8 чорний ферзь · b7 чорний пішак · f7 біла тура · c5 чорний пішак · e5 білий кінь · d4 чорний слон · b1 чорна тура · c1 чорна тура | a8 білий король · e8 чорний король · h8 чорний ферзь · b7 чорний пішак · f7 біла тура · c5 чорний пішак · e5 білий кінь · d4 чорний слон · b1 чорна тура · c1 чорна тура | a8 білий король · e8 чорний король · h8 чорний ферзь · b7 чорний пішак · f7 біла тура · c5 чорний пішак · e5 білий кінь · d4 чорний слон · b1 чорна тура · c1 чорна тура | a8 білий король · e8 чорний король · h8 чорний ферзь · b7 чорний пішак · f7 біла тура · c5 чорний пішак · e5 білий кінь · d4 чорний слон · b1 чорна тура · c1 чорна тура | 2 |
| 1 | a8 білий король · e8 чорний король · h8 чорний ферзь · b7 чорний пішак · f7 біла тура · c5 чорний пішак · e5 білий кінь · d4 чорний слон · b1 чорна тура · c1 чорна тура | a8 білий король · e8 чорний король · h8 чорний ферзь · b7 чорний пішак · f7 біла тура · c5 чорний пішак · e5 білий кінь · d4 чорний слон · b1 чорна тура · c1 чорна тура | a8 білий король · e8 чорний король · h8 чорний ферзь · b7 чорний пішак · f7 біла тура · c5 чорний пішак · e5 білий кінь · d4 чорний слон · b1 чорна тура · c1 чорна тура | a8 білий король · e8 чорний король · h8 чорний ферзь · b7 чорний пішак · f7 біла тура · c5 чорний пішак · e5 білий кінь · d4 чорний слон · b1 чорна тура · c1 чорна тура | a8 білий король · e8 чорний король · h8 чорний ферзь · b7 чорний пішак · f7 біла тура · c5 чорний пішак · e5 білий кінь · d4 чорний слон · b1 чорна тура · c1 чорна тура | a8 білий король · e8 чорний король · h8 чорний ферзь · b7 чорний пішак · f7 біла тура · c5 чорний пішак · e5 білий кінь · d4 чорний слон · b1 чорна тура · c1 чорна тура | a8 білий король · e8 чорний король · h8 чорний ферзь · b7 чорний пішак · f7 біла тура · c5 чорний пішак · e5 білий кінь · d4 чорний слон · b1 чорна тура · c1 чорна тура | a8 білий король · e8 чорний король · h8 чорний ферзь · b7 чорний пішак · f7 біла тура · c5 чорний пішак · e5 білий кінь · d4 чорний слон · b1 чорна тура · c1 чорна тура | 1 |
|   | a | b | c | d | e | f | g | h |   |

b) e5→h4, c) b7→h4, d) c1→h4
a) 1. Dh3 Sg6 2. Dd7 Tf8 #
b) 1. Lf6   Sf5 2. Ld8 Sd6 #
c) 1. Tb7 Th7 2. Te7 T:h8 #
d) 1. Th7 Tc7 2. Te7 Tc8 #